# 夏崇源
夏崇源（1959年7月—），江西大余人，中华人民共和国政治人物。副总警监警衔。

## 经历
曾任中共中央组织部干部三局正局级调研员兼副局长，后升任中央组织部中央与国家机关干部局局长。2013年，任公安部党委委员、政治部主任。

## 落马
2017年8月2日，公安部官网撤下政治部主任夏崇源简历，同年10月9日，中央纪委监察部宣布他严重违反中共多项纪律与规定，决定给予其留党察看二年、行政撤职处分，並將其由副部级降为副局级非领导职务，收缴其违纪所得。此时距离他2017年7月19日最后一次在俄罗斯索契公开露面已经过去了82天。